# 小西一三
小西一三（日语：／ Konishi Ichizo，1939年3月15日—），大阪市出身，日本男子网球运动员。他曾代表日本参加1966年亚洲运动会网球比赛，获得男子团体金牌和男子单打银牌。